# Metablax gourlayi
Metablax gourlayi là một loài bọ cánh cứng trong họ Elateridae. Loài này được Calder miêu tả khoa học năm 1976.